# Valence (Drôme)
Valence ou Valence-sur-Rhône (pronúncia em francês: [va.lɑ̃s]; em occitano:  Valença ou Valènço pronunciado [vaˈlensɔ]) é uma comuna francesa, prefeitura do departamento da Drôme, parte da região de Auvérnia-Ródano-Alpes. 

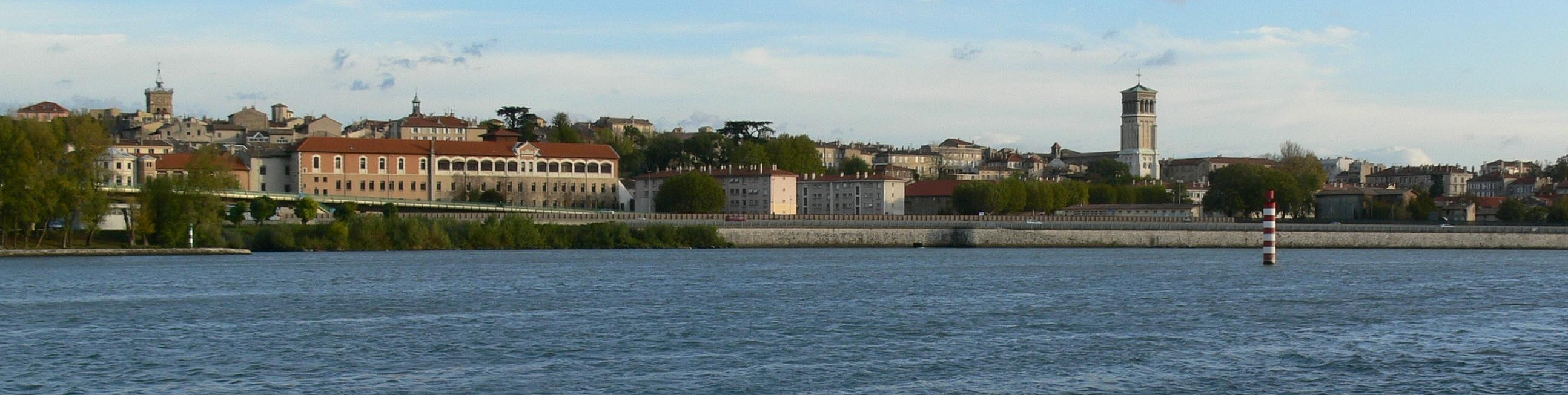
Panorama de Valence visto da margem direita do Ródano

A aglomeração urbana de Valence, denominada Valence Major, agrupa as comunas de Bourg-lès-Valence, Cornas, Guilherand-Granges, Portes-lès-Valence, Saint-Marcel-lès-Valence, Saint-Péray e Valence, somando um total de 115 mil habitantes em 2005.